# 保土谷宿

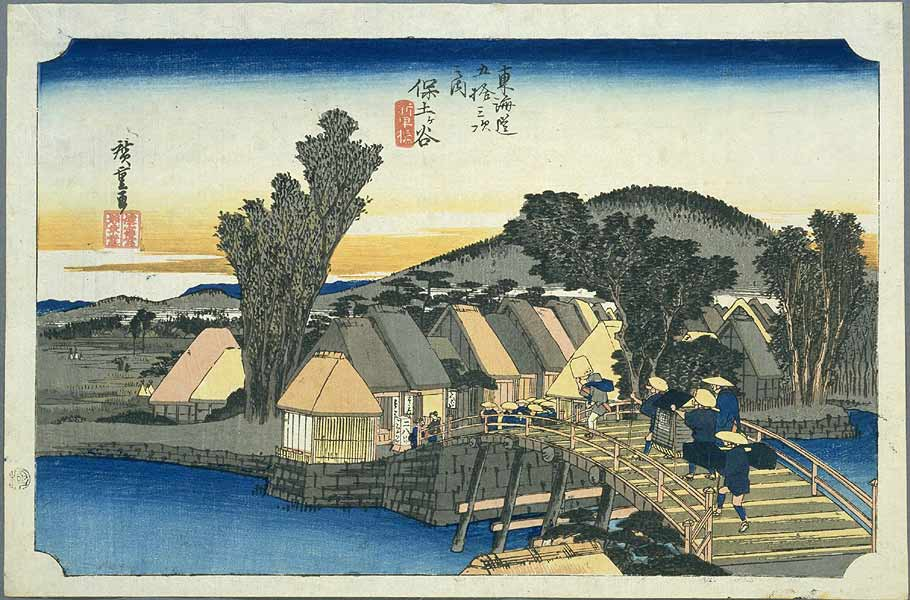
保土谷宿・帷子橋
（歌川廣重《東海道五十三次》）

保土谷宿（日语：保土ヶ谷宿、ほどがやしゅく），又名程谷宿，是東海道五十三次第四個宿場，也是武藏國在東海道最西端的宿場町。這一宿場設置於1601年，由程谷町、岩間町、神戶町、帷子町四個町組成。歌川廣重《東海道五十三次》中描繪的保土谷・新町橋（帷子橋）現在保存在天王町站前公園。